# Scarabaeus deludens
Scarabaeus deludens là một loài bọ cánh cứng trong họ Bọ hung (Scarabaeidae).